# Marisa Tayui
Marisa Tayui est une actrice américano-japonaise.

## Filmographie
- 2000 : Burning Heart : Call girl
- 2003 : Amour, Gloire et Beauté (Ep4094, 4224) : Secrétaire
- 2006 : Mon oncle Charlie (S4.Ep1) : Sally
- 2007 : Balle de Feu : Geisha
- 2007 : Heroes (S2.Ep3) : Geisha
- 2009 : Dr House (S4.Ep1) : Aikoa Tanaka